# 안경원 (무술가)
안경원(1937년 ~ )은 태권도 9단이자, 미국 태권도 연합 협회(UTA)를 설립한 한국 태권도 사범이다.
그는 1937년 일제강점기 경성부에서 태어나 12살 때부터 무술 훈련을 시작했다. 1962년 강원대학교에서 법학박사(민법학)를 취득하였고 1967년 8월 그는 미국으로 이주하여 오하이오주에 있는 신시내티 대학교에서 당수도 를가르치기 시작했다. 그는 또한 마이애미 대학교에서 강의 및 고문직을 역임했다. 안경원은 이후 1971년 태권도 지도법을 표준화하기 위해 국제무예연맹(현재의 연합태권도협회)을 창설했다.